# Datatrak
Datatrak war ein im Langwellenbereich auf Frequenzen zwischen 130 kHz und 150 kHz betriebenes, konventionelles Hyperbelfunknavigationssystem, ähnlich dem Decca-Navigationssystem.
Es wurde von Securicor Information Systems in Großbritannien und von Siemens-Datatrack auf dem europäischen Festland betrieben und wurde ursprünglich zur Überwachung von Paket- und Sicherheitsfahrzeugen von Securior eingesetzt, später aber auch anderen Kunden zur Verfügung gestellt.
Der Empfänger berechnet aus den Funksignalen seinen Standort und schickt diesen über UHF-Verbindungen zurück an die Zentrale in Swindon, Großbritannien, wobei über diese auch Telemetriedaten übertragen wurde. Datatrak war von den 1980er Jahren bis in die erste Hälfte der 2010er Jahre in mehreren europäischen und außereuropäischen Ländern in Betrieb.